# Kałki (voivodato de Mazovia)
Kałki es un pueblo de Polonia, en Mazovia.  Se encuentra en el distrito (Gmina) de Ojrzeń, perteneciente al condado (Powiat) de Ciechanów. Se encuentra aproximadamente a 5 km al oeste de Ojrzeń, 15 km al suroeste de Ciechanów, y a 71 km  al noroeste de Varsovia. 
Entre 1975 y 1998 perteneció al voivodato de Ciechanów.